# Serra de la Garriga (Soriguera)
La Serra de la Garriga o de Freixa és una serra al municipi de Soriguera (Pallars Sobirà).